# (8250) Cornell
(8250) Cornell est un astéroïde de la ceinture principale.

## Description
(8250) Cornell est un astéroïde de la ceinture principale. Il fut découvert le 2 septembre 1980 à la station Anderson Mesa par Edward L. G. Bowell. Il présente une orbite caractérisée par un demi-grand axe de 3,13 UA, une excentricité de 0,21 et une inclinaison de 17,0° par rapport à l'écliptique.

## Compléments